# Кинематограф Российской империи

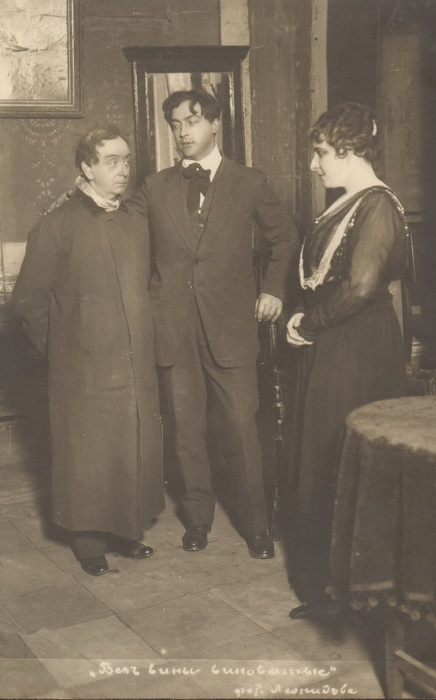
В. А. Сашин (слева), автор первых фильмов в России.

Кинемато́граф Росси́йской импе́рии (рус. дореф. Синематографъ) — киноискусство времён Российской империи конца XIX — начала XX века. Бурно развивался в период с 1907 по 1920 год и создал значительную съёмочную и прокатную инфраструктуру. Из более чем 2700 художественных фильмов, снятых в России до 1920 года, сохранились до наших дней (как правило, лишь частично) в российских и зарубежных киноархивах около 300 картин.

## Появление кинематографа в России
Прототипами кинематографа были «выставки живых фотографий», одну из которых, например, в 1894 году для горожан устроил в своём магазине в Екатеринодаре (совр. Краснодаре) изобретатель-механик А. Д. Самарский. Позже он подал заявку на патент на свой «хрономотограф» (1896). Также своими изобретениями отметились фотограф В. А. Дюбюк («Тахископ», 1891), И. А. Тимченко (1893), крестьянин-самоучка И. А. Акимов («стробограф»,1896).
Уже в апреле 1896 года, через 4 месяца после первых парижских кинематографических сеансов братьев Люмьер, в России появляются первые кинематографические аппараты — например, 6 (18) апреля 1896 года потомственный почётный гражданин Санкт-Петербурга В. И. Ребриков подаёт прошение в Министерство Императорского двора о разрешении кинематографической засъёмки коронационных торжеств. К тому же событию был приурочен приезд в Россию оператора из компании братьев Люмьер Камилла Серфа, прошение которого о разрешении киносъёмки коронации зарегистрировано 4 (16) мая 1896 года. В этот же день состоялась первая в России демонстрация «синематографа Люмьера» в театре петербургского сада «Аквариум» — публике были показаны несколько фильмов в антракте между вторым и третьим действиями водевиля «Альфред-Паша в Париже». 6 (18) мая 1896 года состоялись первые московские кинодемонстрации в театре Солодовникова.
В Москве синематограф братьев Люмьер был впервые официально показан на общедоступных сеансах в течение пяти дней, с 26 по 31 мая 1896 г., в театре летнего сада «Эрмитаж» (в Каретном ряду) по окончании спектаклей.
В мае Камилл Серф осуществляет первые в России документальные кинематографические съёмки торжеств в честь коронации Николая II, снятая им хроника считается первым в мире фильмом-репортажем. Значительная заслуга в пропаганде кинематографа у русской публики принадлежит французскому антрепренёру и авантюристу Шарлю Омону, который представил новое развлечение не только столичной, но и провинциальной публике на Нижегородской ярмарке в июне 1896 года. 4 (16) июля в газете «Нижегородский листок» появляется посвящённая кинематографу статья Максима Горького (опубликованная под псевдонимом «M. Pacatus»).
Кинопоказы быстро стали модным развлечением, постоянные кинотеатры начали появляться во многих крупных городах России. Первый постоянный кинотеатр открылся в Санкт-Петербурге в мае 1896 года по адресу Невский проспект, дом 46.

«Кинематограф, называвшийся „Живая фотография“, открылся совсем незаметно, и посещали его преимущественно дети. Показали всего три картины. Первая, обошедшая все экраны мира,— это садовник, поливающий газоны, и мальчишка, наступивший на кишку. <…> Вторая картина — вид Невского проспекта с конкой и извозчиками. И, наконец, третья — прибытие поезда. <…> Музыкального сопровождения нет. Продолжительность сеанса — не более тридцати минут с двумя антрактами. Первый кинематограф в России быстро прогорел».
Первые собственно российские съёмки осуществил, видимо, работавший в московском театре Корша артист Владимир Сашин. Купив съёмочно-проекционный аппарат «витаграф», Сашин начал делать короткометражные фильмы, которые с августа 1896 года стали демонстрироваться зрителям после спектаклей театра (многочисленные свидетельства об этом сохранились в московских газетах того времени).

«Сашин, талантливый актёр, оказался не менее талантливым фотографом, показывающим движущуюся фотографию. Это наш московский „Люмьер“. Г. Сашин намерен снимать различные сценки на улице, при разъездах у театров, репетиции, заседания, лекции и т. д.»

## Развитие
Зарубежные производители в течение долгого времени удерживали монополию на производство киноаппаратуры и фильмов, ограничивали их экспорт в Россию и принимали для проката только работы собственных операторов. Исключением были документальные съёмки эпизодов из жизни царской семьи, которые начиная с 1897 года регулярно делались оператором Болеславом Матушевским, а с 1900 года — А. К. Ягельским, который получил Высочайшую монополию на создание и распространение таких кинолент.

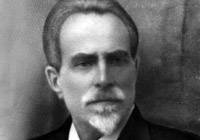
А. М. Мишон.

В 1898 году в Баку местный фотограф А. М. Мишон снял несколько документальных киносюжетов, таких, как «Нефтяной фонтан на промысле Балаханы», «Народное гулянье в городском саду», «Кавказский танец», и одну игровую юмористическую кинозарисовку, которая называлась «Попался». Зрителям эти фильмы были показаны на специально организованном киносеансе 2 августа того же года (эта дата принята как День национального кино Азербайджана).
Однако в целом инициативой в организации съёмок хроникальных лент и поставкой зарубежных фильмов для показа в России владели московские отделения французских компаний «Братья Пате», «Гомон» и некоторых других. Вплоть до 1908 года вклад российских предпринимателей в кинематограф ограничивался прокатом импортных фильмов и эпизодическими съёмками документальных короткометражных лент (обычно для местного показа). Значительный успех выпущенного фирмой «Бр. Пате» документального фильма «Донские казаки» (1908), который только в России сразу же разошёлся в 219 копиях, показал, что отечественная тематика будет пользоваться у российской аудитории большим спросом, и те же компании начали готовить на территории России съёмки художественных фильмов.

Кадр из фильма «Понизовая вольница» («Стенька Разин»)

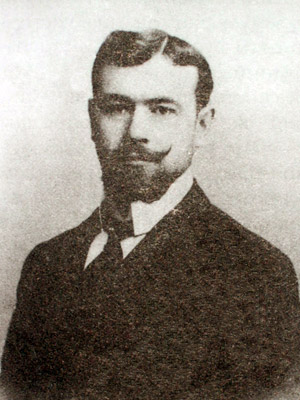
Кинопромышленник Александр Ханжонков

Приоритет в этой области, однако, достался короткометражному фильму производства петербургского киноателье Александра Дранкова «Понизовая вольница» («Стенька Разин»), который вышел на экраны 15 (28) октября 1908 года. Почти одновременно с Дранковым к съёмкам отечественных художественных фильмов приступает в Москве кинопромышленник Александр Ханжонков.
В 1907 году начинает выходить журнал «Кино» — первое российское периодическое издание, посвящённое кинематографу. Растущий интерес к синематографу вызывает появление множества тематических газет и журналов, большинство которых выпускались очень недолго. 

«В Москве начала издаваться специальная газета „Почта Синематографа“, посвящённая синематографическим театрам, которых в России насчитывается более 1200.»— «Биржевые ведомости», 8 апреля (26 марта) 1908 года (вечерний выпуск)

«Оборона Севастополя» (1911)

Первые российские художественные ленты представляли собой экранизации фрагментов классических произведений русской литературы («Песнь про купца Калашникова», «Идиот», «Бахчисарайский фонтан»), народных песен («Ухарь-купец») или иллюстрировали эпизоды из отечественной истории («Смерть Иоанна Грозного», «Пётр Великий»).
В развитие кинопроизводства вносит вклад и профессиональный рост операторов — усложняется работа со светом, начинают применяться кашеты, совмещающие в кадре два или более снятых в разное время изображения. В фильме «Уход великого старца» (1912) оператор Александр Левицкий впервые в практике российского кино применил при съёмке некоторых эпизодов двойную экспозицию.
Российское национальное кино удивительно быстро навёрстывает десятилетнее отставание от европейских киношкол и быстро дорастает до новаторских работ. Значительное число таких крупных достижений на счету киноателье Ханжонкова. В 1911 году на экраны выходит первый в России полнометражный фильм «Оборона Севастополя», совместно поставленный Ханжонковым и Василием Гончаровым. В 1912 году компания выпускает в прокат первый в мире сюжетный мультфильм, снятый в технике объёмной анимации — «Прекрасная Люканида, или Война усачей с рогачами» в постановке Владислава Старевича, который также развивает искусство использования спецэффектов в игровом кино и добивается в этом значительных успехов. С начала 1910-х годов компания Ханжонкова становится бесспорным лидером российского кинопроизводства, у него начинают кинокарьеру первые звёзды русского кино Александра Гончарова, Андрей Громов, Иван Мозжухин, режиссёры Василий Гончаров, Пётр Чардынин и Владислав Старевич. Помимо множества художественных фильмов компания Ханжонкова занималась также созданием и распространением просветительского кино. В 1911 году при торговом доме был открыт «Научный отдел», который занимался производством научных, видовых и этнографических картин на темы географии России, сельского хозяйства, фабрично-заводской промышленности, зоологии и ботаники, физики и химии, медицины и так далее.
В 1913 году на волне общего подъёма российской экономики начинается бурный рост кинематографической промышленности, образуются новые фирмы — в том числе крупнейшая кинокомпания И. Н. Ермольева, среди снятых которой более чем 120 фильмов были такие значительные картины, как «Пиковая дама» (1916) и «Отец Сергий» (1918) Якова Протазанова.
Долго находившаяся в тени успехов Ханжонкова фирма «П. Тиман и Ф. Рейнгардт» запустила в 1913 году чрезвычайно успешную «Русскую золотую серию» художественных фильмов, ключевыми постановщиками которой были Яков Протазанов и Владимир Гардин. В серии вышли такие знаменитые фильмы как «Анна Каренина» (1914), «Дворянское гнездо», «Война и мир» (оба — 1915) и другие. В этой же серии состоялся кинодебют Всеволода Мейерхольда, который поставил в 1915 году фильм «Портрет Дориана Грея».
Александр Дранков также находит собственный рецепт коммерческого успеха и выпускает на экраны русские версии изобретённого во Франции детективно-мелодраматического киносериала — многосерийные фильмы «Сонька — Золотая Ручка» (1914—1915), «Разбойник Васька Чуркин» (1914—1915), «Антон Кречет» (1916) и другие.
По неполным данным, в 1913 году в России работали 1412 кинотеатров, из них 134 — в Петербурге и 67 — в Москве.

## Особенности восприятия кинематографа
К 1912 году кинематограф стал одним из самых распространённых и обычных зрелищ в крупных и средних городах России. 

«Пройдитесь вечером по улицам столиц, больших губернских городов, уездных городишек, больших сёл и посадов, и везде на улицах с одиноко мерцающими керосиновыми фонарями вы встретите одно и то же: вход, освещённый фонариками, и у входа толпу ждущих очереди — кинематограф… Загляните в зрительную залу, вас поразит состав публики: здесь все — студенты и жандармы, писатели и проститутки, офицеры и курсистки, всякого рода интеллигенты в очках, с бородкой, и рабочие, приказчики, торговцы, дамы света, модистки, чиновники, словом, — все…»— А.Серафимович. «Машинное надвигается». — «Сине-фоно», 1912, № 8, сегодня.
По утверждению М. Алейникова, «просветительские и демократические традиции передовой русской литературы и русского театра, всегда стремившихся стать доступными многомиллионному читателю и зрителю, заставляли русскую литературно-художественную общественность увидеть в зарождающемся искусстве кинематографа новый мощный вид демократического зрелища», вследствие чего в России кинематограф воспринимали несколько иначе, чем в Европе. В частности, русские театральные деятели не поддержали выдвинутые в 1912 году инициативы зарубежных театральных объединений по созданию международного движения «для борьбы с кинематографом». Например, Петербургский союз драматических и музыкальных писателей на приглашение участвовать в конгрессе этого движения ответил письмом, в котором указывалось, что по мнению русских писателей кинематограф «не является злом, для борьбы с которым следует созывать международные совещания».
Однако восприятие кинематографа как искусства ещё было достаточно мало распространено. Например, Владимир Маяковский в 1913 году писал: 

«Кинематограф и искусство — явления различного порядка. Искусство даёт высокие образцы, кинематограф же, как типографский станок книгу, множит и раскидывает их в самые глухие и отдалённые части мира».
Сходной точки зрения придерживались руководители наиболее престижных театров, которые обычно запрещали актёрам своих трупп сниматься в кино. Этот запрет, однако, не был абсолютным и в ряде случаев популярные театральные актёры получали разрешение участвовать, например, в экранизациях произведений русской классики.

## Государственное регулирование кино и цензура
В необходимых случаях в регулировании кинематографии принимает участие и государство. Например, в Москве организаторы кинопоказов должны были для получения разрешения обеспечить выполнение правил об устройстве и содержании кинематографов, принятых в 1912 году. Согласно этим правилам разрешалось открывать кинотеатры только на первых и вторых этажах каменных зданий, было запрещено устройство кинозалов непосредственно над и под аптеками, аптекарскими складами и москательными лавками. Кинотеатры следовало отделять от других помещений глухими каменными стенами и несгораемыми потолочными перекрытиями. Обязательны были запасные выходы на случай пожара. В каждом зале правила требовали устройства принудительной вентиляции.
Постепенно вырабатывались и цензурные ограничения для кинематографов. В 1908 году московским градоначальником впервые был издан запрет на показ в кинотеатрах фильмов «парижского жанра» (то есть фривольных или порнографических по содержанию). 27 ноября 1908 года при канцелярии московского градоначальника была учреждена должность цензора кинематографических лент. Отдельная категория запретов существовала для изображения в кинофильмах особ из царствующей династии (этот запрет снимался только в особых случаях — например, для фильмов, посвящённых 300-летнему юбилею дома Романовых). По требованию Синода и существовавшей при нём Духовной цензуры был введён ряд частичных или полных запретов на показ в фильмах святых образов, церковных обрядов (включая крестное знамение) и процессий, а также богослужений любых христианских вероисповеданий. Некоторые из этих ограничений не были оформлены официально, однако игнорировать их кинопромышленники так или иначе не могли.

## После 1914 года

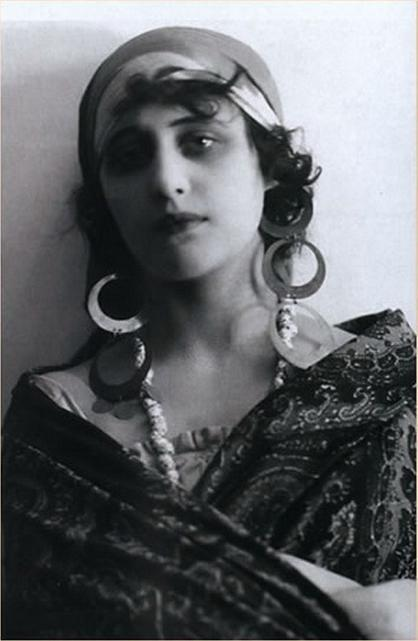
Вера Холодная

Вступление России в 1914 году в мировую войну вызвало большие перемены в кинематографе. Некоторые актёры, режиссёры и другие профессионалы кино были призваны в армию или пошли на фронт добровольцами. Другие, имевшие немецкие корни (Владимир Сиверсен, Пауль Тиман и другие) были интернированы, сосланы и продолжать работать в кинематографе не могли. Однако общее количество снимаемых фильмов продолжало быстро расти — в том числе из-за того, что ввоз импортных фильмов из воюющей Европы резко сократился. Активной продюсерской деятельностью в это время занимался также Скобелевский комитет, который заказывал создание патриотических и пропагандистских лент, часто пользовавшихся значительным успехом. По заказам Скобелевского комитета много работал, например, Владислав Старевич, в числе прочих фильмов поставивший в рамках этой программы анимационную притчу «Лилия Бельгии».
Именно на военное время приходится этап расцвета художественного российского кинематографа. В этот период снимает свои главные фильмы выдающийся киностилист Евгений Бауэр, активно работают Владимир Гардин и Вячеслав Висковский, выходят на новый уровень мастерства ветераны-постановщики Пётр Чардынин и Яков Протазанов; появляются новые звёздные актёрские имена — Вера Холодная, Витольд Полонский, Иван Перестиани; начинают работать новые киностудии — Михаила Трофимова (Торговый дом «Русь») и Дмитрия Харитонова (Торговый дом Харитонова). Бурно развивается и кинопериодика — в 1916 году в России выходили 11 профессиональных киножурналов.
О популярности кинематографа у публики свидетельствуют цифры, приведённые С.Гинзбургом:

«В 1916 году в России было продано не менее ста пятидесяти миллионов билетов в кинотеатры. Из этого следует, что в среднем на каждую прочитанную книгу приходилось пять-шесть посещений кинематографа, а на каждый проданный театральный билет <…> — десять-двенадцать проданных кинематографических билетов.
Можно, таким образом, утверждать, что в дореволюционной России, во всяком случае в годы первой мировой войны, кино в деле удовлетворения эстетических запросов населения играло бо́льшую роль, чем театр и даже литература».

Война и быстрое развитие кинодела остро поставили перед российскими промышленниками вопрос о создании новой инфраструктуры кинопроизводства — студии Москвы и Петербурга уже не отвечали растущим требованиям. Александр Ханжонков для своей кинокомпании строит в 1916 году новую съёмочную базу в Ялте. Весной 1917 года, сразу после Февральской революции, Ханжонков перевозит в Ялту практически весь персонал своей компании и быстро налаживает кинопроизводство в Крыму; его примеру следуют Ермольев и некоторые другие. На период до ноября 1920 года Ялта становится крупнейшим кинематографическим центром России, хотя производство фильмов продолжается также и в обеих столицах.
После поражения армии Врангеля большинство кинематографистов эмигрировали. Некоторые из них продолжали работать за рубежом (Мозжухин, Ермольев, Старевич), другие через некоторое время вернулись на родину (Ханжонков, Чардынин, Висковский). Российская кинопромышленность была в несколько этапов национализирована и стала основой для создания кинематографа РСФСР и СССР.

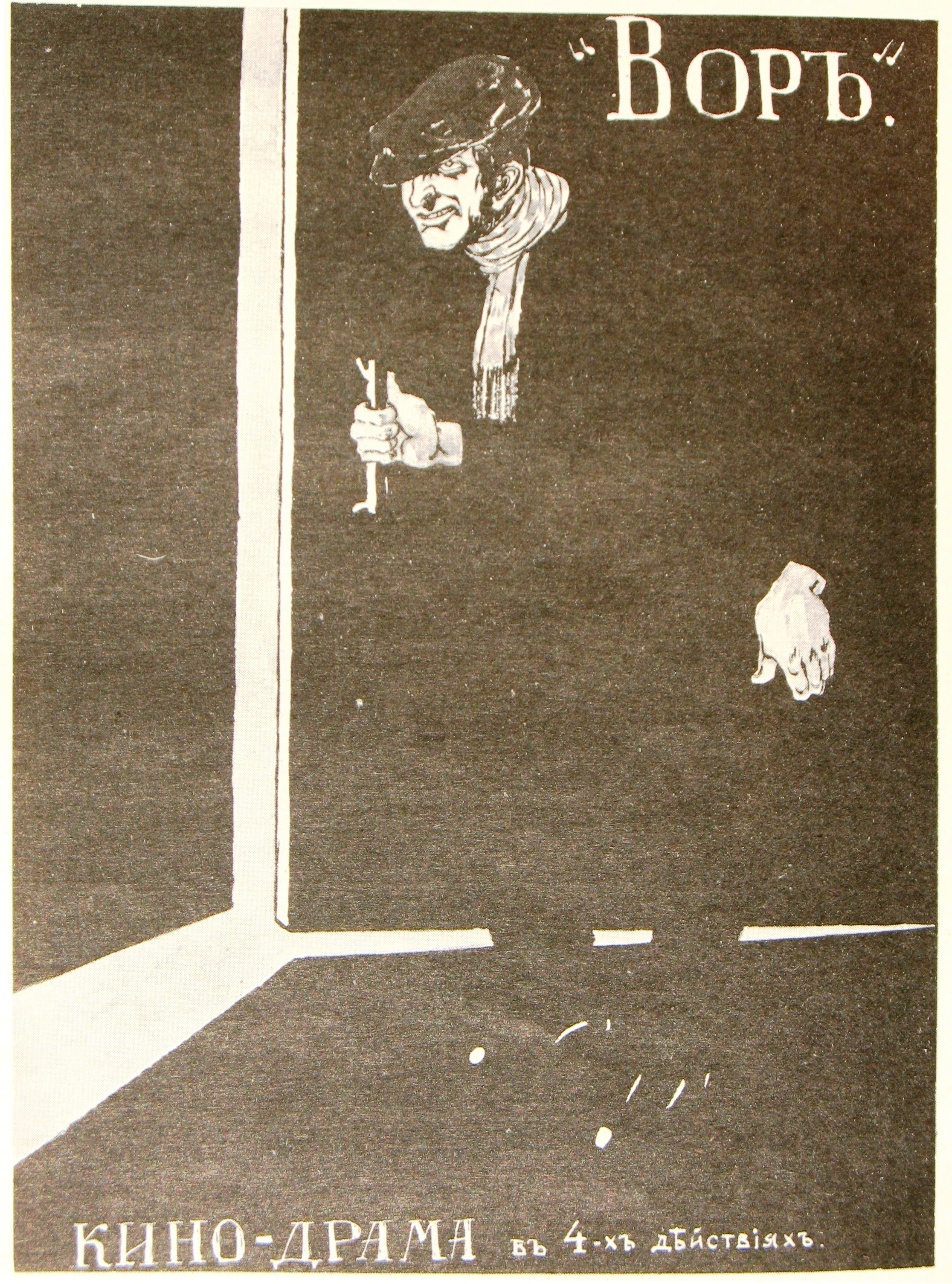
Афиши русских фильмов 1910-х годов: «Вор»
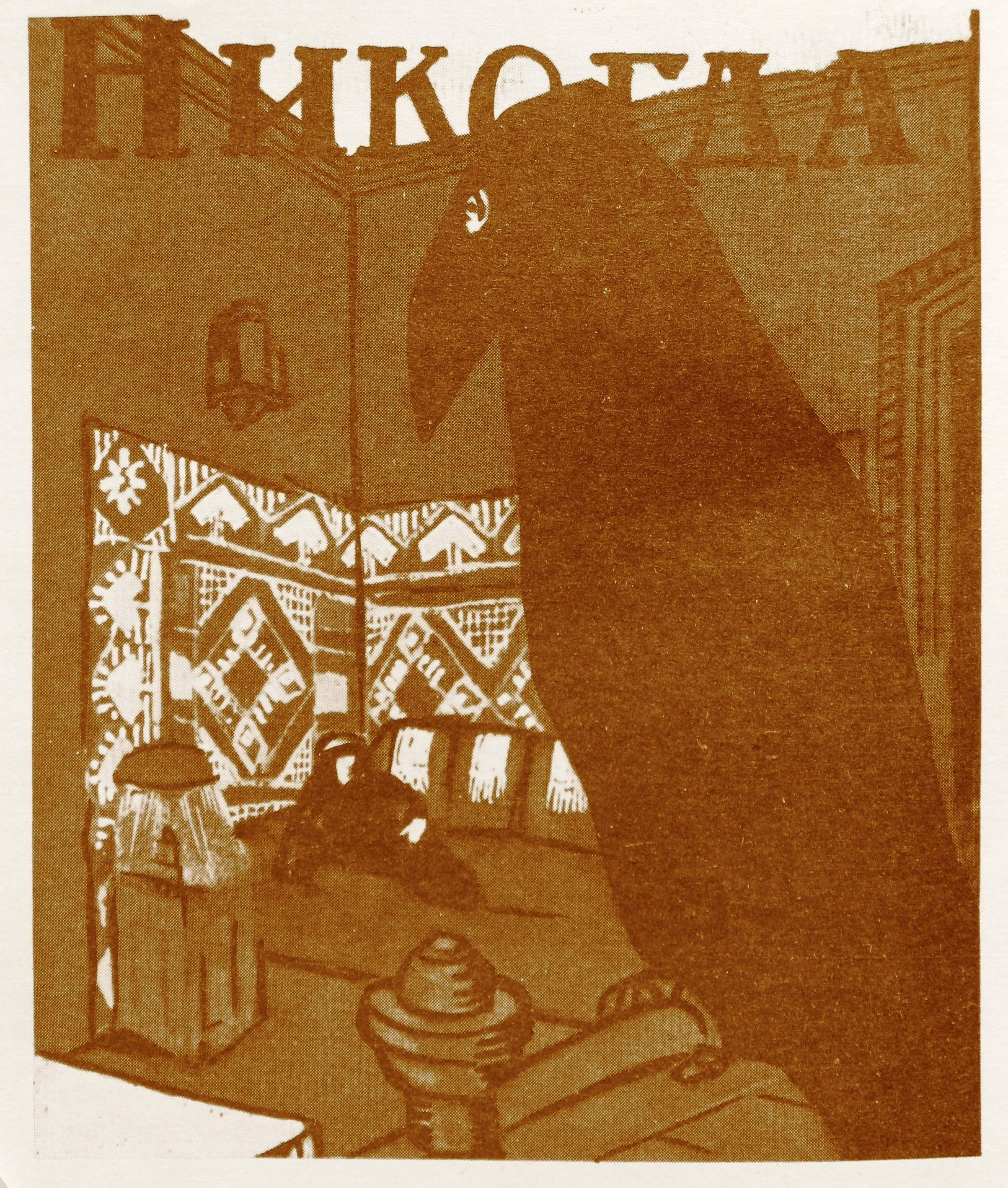
фильм «Никогда»
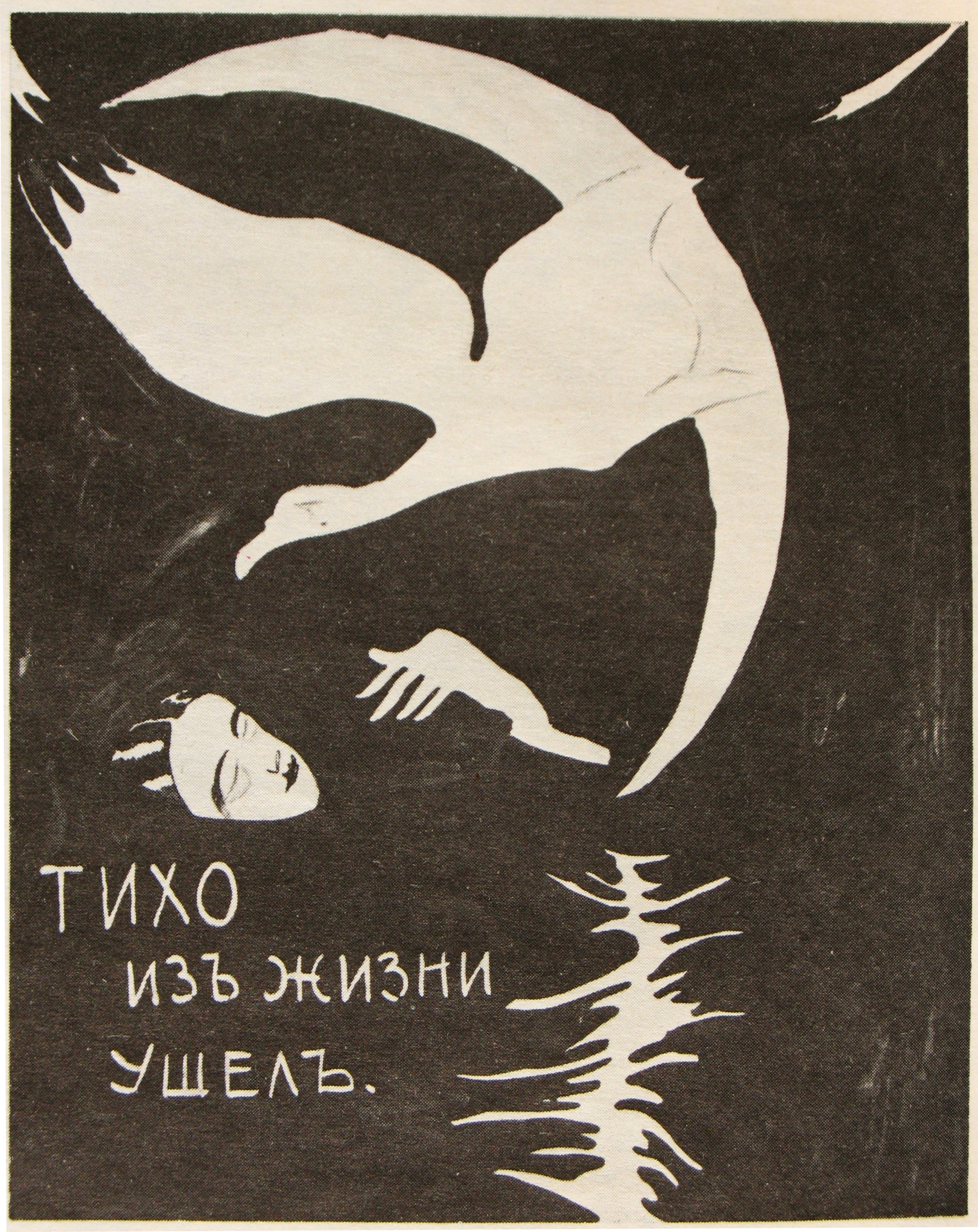
фильм «Тихо»
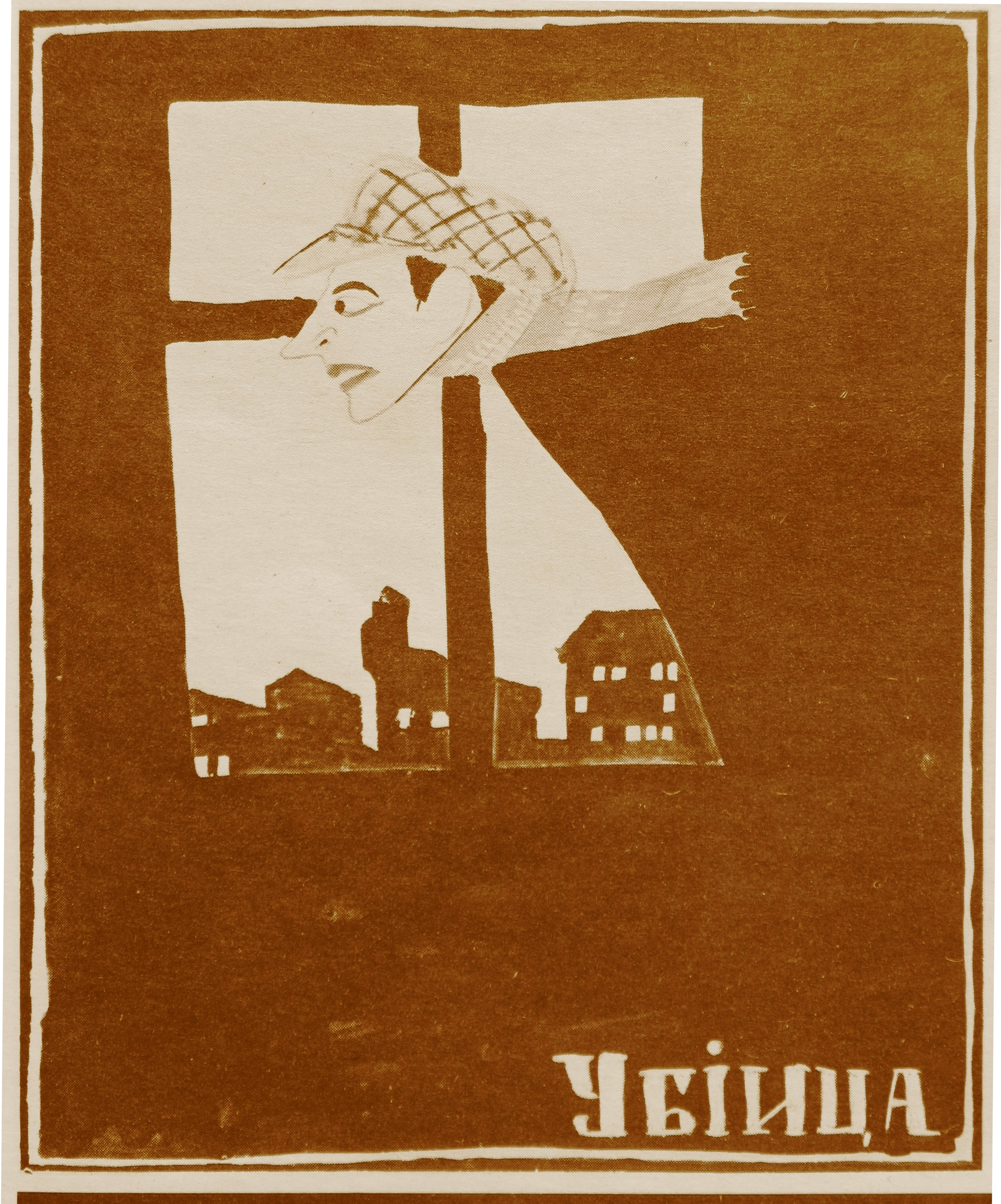
фильм «Убийца»

## Статистика производства художественных фильмов
- 1908 — 8 фильмов
- 1909 — 23 фильма
- 1910 — 30 фильмов
- 1911 — 76 фильмов
- 1912 — 102 фильма
- 1913 — 129 фильмов (18 кинокомпаний)
- 1914 — 232 фильма (31 кинокомпания)
- 1915 — 370 фильмов (47 кинокомпаний)
- 1916 — 499 фильмов (52 кинокомпании)

## Рекорды по метражу
- 1906 — «Драма в Москве» (232 м.) (сохранился)
- 1907 — «Князь Серебряный» (320 м.)
- 1908 — «Русская свадьба XVI столетия» (245 м.) (сохранился)
- 1909 — «Пётр Великий» (590 м.) (сохранился)
- 1910 — «Марфа-Посадница» (545 м.) (сохранился)
- 1911 — «Оборона Севастополя» (2000 м.) (сохранился)
- 1912 — «Ключ старой башни», «Одесские катакомбы» (оба по 1400 м.)
- 1913 — «Ключи счастья» (2 серии, 4700 м.)
- 1914 — «Сонька Золотая ручка» (8 серий, примерно 10500 м.)
- 1915 — «Яма» (4 серии, 8000 м.)
- 1916 — «Ястребиное гнездо» (2 серии, 3100 м.) (сохранился)
- 1917 — «Сатана ликующий» (3683 м.) (сохранился)
- 1918 — «Молчи, грусть… молчи…» (3150 м.) (сохранился)
- 1919 — «Раскольников» (2200 м.)

## Доступность дореволюционных российских фильмов
Большинство современных источников сходятся на том, что из примерно 2700 названий фильмов, снятых в Российской империи, до наших дней целиком или в значительных фрагментах сохранились чуть более 300 кинолент. В «Каталоге сохранившихся игровых фильмов России» указаны 305 игровых фильмов, снятых в период с 1908 по 1919 год, сохранившихся хотя бы частично, 7 фильмов, снятых по заказу государственных организаций и 27 фильмов с предположительными названиями или атрибутированные условно (всего 339 картин). Эти фильмы преимущественно хранятся в Российском Госфильмофонде. Известно, что значительная коллекция российских фильмов есть во французской Синематеке и некоторых других зарубежных хранилищах, обмен с которыми позволяет периодически пополнять коллекцию Госфильмофонда. Значительный (и до сих пор практически не систематизированный) массив русских хроникальных, видовых и научно-популярных лент хранится в Российском государственном архиве кинофотодокументов.
В настоящее время неизвестно о существовании хоть сколько-нибудь масштабных национальных программ реставрации и издания на современных носителях снятых в Российской империи фильмов. Частными дистрибьюторами выпущены на DVD единичные фильмы, которые до этого были изданы за рубежом.

## Кинематографическая пресса

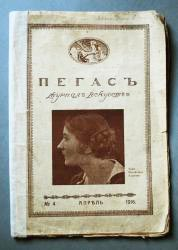
Журнал «Пегасъ» (№ 4 за 1916 год)

Интерес к российскому кинематографу со стороны зрителей и специалистов породил новый тип журналистики — киножурналистику. Многие журналы и газеты общей тематики уделяли кинематографу небольшие разделы в своих изданиях. Но были и исключения. Так журнал «Светопись», выпускавшийся два раза в месяц с 1907 по 1908 год, имел приложение «Кино», состоявшее из 18 страниц. В. Е. Вишневский в «Библиографии отдельных и периодических изданий дореволюционной кинематографии» назвал «Кино» «первым русским киножурналом». Старейшим журналом, посвящённым кинематографу, стал «Сине-фоно», он просуществовал с 1907 по 1918 год. За этот период было выпущено 240 номеров. В течение последующих десяти лет в стране издавалось большое количество периодических изданий, посвящённых кино. В «Библиографии…» В. Е. Вишневского описываются 77 сохранившихся в книгохранилищах и частных коллекциях журналов.
В то время, как «Сине-фоно» являлся независимым журналом, другие издания принадлежали кинопредпринимателям: «Вестник кинематографии» (1910—1917) выпускался ТД «А. Ханжонков и Ко», «Живой экран» (1912—1917) — ТД «Ермольева, Зархина и Сегеля», «Проектор» (1915—1918) — новой фирмой Ермольева и т. д. Журналы существовали в основном за счёт рекламы.
Особое место среди таких изданий занимал издававшийся при киноателье Ханжонкова журнал «Пегас», который помимо информации о выходящих в прокат фильмах публиковал киносценарии, полемические материалы, просветительские статьи и был нацелен не столько на продвижение фильмов издававшей его компании, сколько на развитие русской киноиндустрии в целом.

## Кинопромышленники

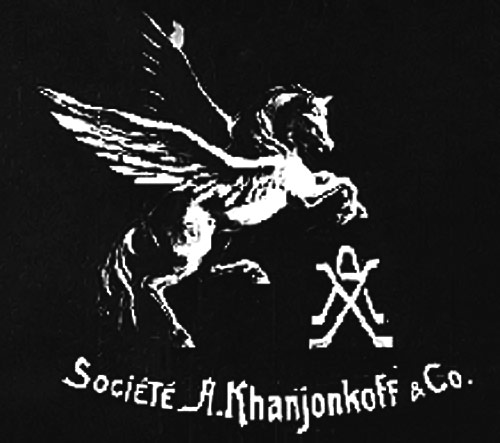
Эмблема Торгового Дома Ханжонкова.

- Александр Дранков (см. Торговый дом Дранкова)
- Александр Ханжонков (см. Торговый дом Ханжонкова)
- Пауль Тиман (см. Торговый дом «П. Тиман и Ф. Рейнгардт»)
- Торговый дом «Продафильм»
- Роберт Перский (см. Торговый дом «Р. Д. Перский»)
- Товарищество «Варяг»
- Иосиф Ермольев (см. Товарищество И. Ермольева)
- Б. С. Глаголин (см. Товарищество «Русская лента»)
- Михаил Трофимов и Моисей Алейников (см. Торговый дом «Русь»)
- Дмитрий Харитонов (см. Торговый дом Харитонова)

## Творческие кадры

### Операторы
Главной фигурой на съёмочной площадке в начале XX века был не кинорежиссёр, а кинооператор. В России операторов называли «засъёмщиками». Профессия была дефицитная, кинооператоров постоянно не хватало. Состав операторов пополнялся иностранными специалистами, приезжавшими из Франции (Ж. Мейер и Л. Форестье), Германии (В. Сиверсен) и др. Отечественные операторы приходили в кинематограф в основном из фотографии, некоторые из которых становились выдающимися мастерами, например, А. Левицкий и П. Новицкий. В операторское дело приходили также киномеханики (Д. Сахненко), мальчики, работавшие на киностудиях (Г. Гибер), лаборанты (А. Рылло) и др.

### Режиссёры
Поначалу режиссёры занимались организационными вопросами на съёмочной площадке, а творческим процессом руководили операторы. Но постепенно в руках постановщика сосредотачивается вся творческая работа. Он готовит актёров к съёмке, обсуждает её ход с оператором, осматривает декорации. В конце концов режиссёр выдвигается на первую позицию в процессе создания фильма.
В кинематографе постоянно работало около тридцати режиссёров. Большей частью они были людьми образованными, кто-то пришёл в кино из театральной среды. Отдельно от всех стоял первый русский кинорежиссёр В. М. Гончаров, работавший до начала кинематографической карьеры железнодорожным чиновником. На основе его сценария был снят первый игровой фильм «Понизовая вольница». Свою режиссёрскую карьеру Гончаров начал, сняв картину «Смерть Иоанна Грозного». Наибольшего рассвета его кинематографическая карьера достигла в период сотрудничества с А. А. Ханжонковым.
Одним из плодовитых режиссёров Российской империи был П. И. Чардынин, снявший свыше ста картин. В кинематограф пришёл из театра, снявшись в фильмах Гончарова «Песнь про купца Калашникова» и «Русская свадьба XVI столетия». Дебютировал режиссёром в 1909 году фильмом «Власть тьмы». Чардынин ставил салонные мелодрамы, комедии, фарсы, экранизации литературных произведений.
Не менее востребованным режиссёром, снявшим до эмиграции из России около 80 работ, являлся Я. А. Протазанов. Сначала работал как сценарист. Режиссёрский дебют состоялся в 1909 году фильмом «Бахчисарайский фонтан». В 1914—1915 годах сделал ряд картин «Русской золотой серии». Лучшими работами раннего периода творчества Протазанова, по мнению Н. М. Зоркой, являются фильмы «Пиковая дама» и «Отец Сергий». Эти работы отличаются «высокой режиссёрской и операторской культурой, психологической глубиной актёрской игры».
Выдающимся стилистом российского немого кино считается Е. Ф. Бауэр. Проявил себя во многих профессиях: работал художником-карикатуристом, сочинял сатирические заметки для прессы, проявил себя как мастер художественной фотографии, а в театре работал постановщиком, импресарио и мастером сценографии. Первой работой в кино стало создание декораций для фильма «Трёхсотлетие дома Романовых». В дальнейшем работал постановщиком, и за свою карьеру в кинематографе снял более 80 фильмов.
Создателем первых в мире сюжетных фильмов, снятых в технике кукольной анимации, стал российский режиссёр В. А. Старевич. В старших классах увлекался фотографией и энтомологией, что повлияло на его творчество в дальнейшем. Используя муляжи жуков и технику покадровой съёмки, в 1910 году Старевич снял первый кукольный фильм «Lucanus Cervus». Уолт Дисней о творчестве Старевича сказал, что «этот человек обогнал всех аниматоров мира на несколько десятилетий».
Также из ряда других режиссёров выделяются В. Туржанский, Ч. Г. Сабинский, В. Р. Гардин, В. К. Висковский.

### Актёры и актрисы
С расширением производства художественных фильмов актёры и актрисы начали играть существенную роль в привлечении зрительской аудитории. Кинопроизводители стали чаще приглашать исполнителей, ставшими любимцами публики. На афишах стали крупно печатать фамилии актёров, хотя имена режиссёров нередко вовсе не указывали. Все актёры были театральными исполнителями, не оставившими сцены ради экрана. В справочнике В. Е. Вишневского «Художественные фильмы дореволюционной России» упомянуто 297 имён: 177 актёров и 120 актрис. Популярные актёры исполнили за свою карьеру в России от 30 до 60 ролей, а «рекордсмен» И. И. Мозжухин сыграл около 100 ролей.
- Александра Гончарова
- Андрей Громов
- Ольга Гзовская
- Софья Гославская
- Вера Каралли
- Вера Холодная
- Витольд Полонский
- Иван Перестиани
- Борис Глаголин

### Книги и публикации
- Вишневский В. Е. Художественные фильмы дореволюционной России. — М.: Госкиноиздат, 1945. — 192 с.
- Гинзбург С. С. Кинематография дореволюционной России. — (Второе издание). — М.: Аграф, 2007. — ISBN 978-5-7784-0247-8.
- Голдовский Е. М. От немого кино к панорамному / Н. Б. Прокофьева. — М.: Издательство Академии наук СССР, 1962. — 149 с.
- Гращенкова И. Н. Кино Серебряного века: Русский кинематограф 10-х годов и Кинематограф Русского послеоктябрьского зарубежья 20-х годов [XX века]. — М.: А. А. Можаев, 2005. — 430 с., ил. — ISBN 978-5-85302-404-5.
- Гращенкова И. Н., Зиборова О. П., Косинова М. Р., Фомин В. И. История киноотрасли в России: управление, кинопроизводство, прокат : [арх. 2 мая 2014] / Под ред. В. И. Фомина. — М. : Всероссийский государственный институт кинематографии имени С. А. Герасимова, 2012. — 2759 с.
- Даровский В. П. История российского кинематографа. Курс Лекций. — 1892.
- Зоркая Н. М. История отечественного кино. XX век. — М.: Белый город, 2014. — 512 с., ил. — ISBN 978-5-7793-2429-8.
- Кинословарь. В двух томах. Том 1: А—Л / Ред. коллегия: С. И. Юткевич (гл. ред.), С. С. Гинзбург (зам. гл. ред.), Н. П. Абрамов и др. — М.: Советская энциклопедия, 1970. — (Энциклопедии. Словари. Справочники). — 976 стб.
- Кинословарь. В двух томах. Том 2: М—Я / Ред. коллегия: С. И. Юткевич (гл. ред.), С. С. Гинзбург (зам. гл. ред.), Н. П. Абрамов и др. — М.: Советская энциклопедия, 1970. — (Энциклопедии. Словари. Справочники). — 1423 стб.
- Короткий В. М. Операторы и режиссёры русского игрового кино. 1897—1921. — М.: НИИ киноискусства, 2009. — 430 с.
- Летопись российского кино: 1863—1929. — М.: Материк, 2004. — ISBN 5-85646-086-3.
- Михайлов В. П. Рассказы о кинематографе старой Москвы. — М.: Материк, 2003. — ISBN 5-85646-083-9.
- Соколов И. В. История изобретения кинематографа. — М.: Искусство, 1960.
- Страницы истории отечественного кино. Сборник статей / Сост. и ред. Д. Л. Караваев. — М.: Материк, 2006. — (Книги по киноискусству). — 284 с., ил. — ISBN 978-5-85646-163-2.
- Тёплиц Е. История киноискусства. Том 1 (Книги 1—2): 1895—1927 / Пер. с польск. — М.: Прогресс, 1968. — 413 с., ил.
- Фомин В. И. и Гращенкова И. Н. История российской кинематографии (1896—1940 гг.). — М.: Канон+, 2022. — 768 с. — (Музей кино). — ISBN 978-5-88373-049-7.
- Форестье Л. Великий немой (Воспоминания кинооператора) / Б. Кравченко. — М.: Госкиноиздат, 1945. — 115 с. — 5000 экз.

### Статьи
- Вишневский В. Е. Библиография отдельных и периодических изданий дореволюционной кинематографии // Киноведческие записки. — М.: Эйзенштейн-центр, 2001. — № 51. — С. 302—325.